# Qin Kai
Qin Kai (秦凯S, Qín KǎiP; Xi'an, 31 gennaio 1986) è un tuffatore cinese.

## Biografia
In carriera ha vinto due medaglie d'oro, una d'argento e una di bronzo ai Giochi olimpici e sette medaglie d'oro ai Campionati mondiali di nuoto.
Al termine della premiazione della gara di tuffi dal trampolino dai tre metri femminile delle olimpiadi di Rio De Janeiro, in diretta mondiale, si è inginocchiato di fronte alla compagna di squadra He Zi, chiedendole di sposarlo; la tuffatrice ha poi acconsentito. Dopo il matrimonio, hanno avuto una figlia.

## Palmarès
- Giochi olimpici

Pechino 2008: oro nel sincro 3m e bronzo nel trampolino 3m.
Londra 2012: oro nel sincro 3m e argento nel trampolino 3m.
Rio de Janeiro 2016: bronzo nel sincro 3m.
- Mondiali

Melbourne 2007: oro nel sincro 3m e nel trampolino 3m.
Roma 2009: oro nel trampolino 1m e nel sincro 3m.
Shanghai 2011: oro nel sincro 3m.
Barcellona 2013: oro nel sincro 3m.
Kazan 2015: oro nel sincro 3m.
- Giochi asiatici

Doha 2006: argento nel trampolino 1m.
Guangzhou 2010: oro nel sincro 3m e argento nel trampolino 1m.

### Coppa del Mondo
- Vincitore della Coppa del Mondo del trampolino 3m nel 2006
- Vincitore della Coppa del Mondo del sincro 3m nel 2008, nel 2010 e nel 2012